# Роля-Жимерский, Михал
Ми́хал Ро́ля-Жиме́рский (пол. Michał Rola-Żymierski, настоящая фамилия — Лыжви́ньский (пол. Łyżwiński); 4 сентября 1890, Краков, Цислейтания — 15 октября 1989, Варшава) — польский военачальник, маршал Польши. Кавалер ордена «Победа».

## Биография
Михал Лыжвиньский родился 4 сентября 1890 года в Кракове. В 1910 году поступил на юридический факультет Ягеллонского университета. В 1911—1912 — проходил службу в Австро-Венгерской армии в качестве вольноопределяющегося, сдал экзамен на офицера резерва.
В 1913 году, в связи с участием брата Яна в бандитской группировке, начал подписываться под фамилией Жимерский (первоначальный вариант — Жимирский).
В 1914 году, с началом 1-й мировой войны, вступил в Польский легион в составе Австро-Венгерской армии. Воевал на Восточном фронте, дослужился до подполковника, был командиром полка.
В 1918 году, с образованием независимой Польши, вступил в польскую армию. В чине полковника командовал пехотной бригадой, затем дивизией. Участвовал в Советско-польской войне. После войны учился в военной академии Сен-Сир во Франции. По возвращении из Франции был произведён в генералы. Служил в генштабе польской армии.
В 1926 году не поддержал военный переворот Юзефа Пилсудского и участвовал в военных действиях, за что военным трибуналом был приговорён к 5 годам тюрьмы и разжалован в рядовые. После освобождения в 1931 году стал тайным членом Коммунистической партии Польши. В 1938 году эмигрировал во Францию.
После оккупации Германией территории Польши Михал Жимерский вернулся на родину по заданию коммунистической партии, участвовал в движении Сопротивления. С мая 1943 года служил военным советником в Главном штабе Гвардии Людовой (в том же году ему вновь было присвоено генеральское звание). Жимерский был известен под псевдонимом Роля; кроме того, использовал псевдонимы Завиша (Zawisza), Морский (Morski), Липский (Lipski). В январе 1944 года стал главнокомандующим Армии Людовой, затем являлся руководителем ведомства национальной обороны в Польском Комитете национального освобождения. Декретом Крайовой Рады Народовой от 21 июля 1944 1-я польская армия и Армия Людова были объединены в Народное войско польское, а Михал Жимерский назначен его главнокомандующим.
В 1944 — военный министр Люблинского комитета. 3 мая 1945 года ему было присвоено звание маршала Польши. 9 августа 1945 года маршал Роля-Жимерский был награждён высшим советским полководческим орденом «Победа». В 1945—1949 годах — министр обороны Польши. В 1946—1948 — председатель Государственной комиссии безопасности. В 1949—1952 — член Государственного совета.
14 мая 1953 года Жимерский был арестован по ложному обвинению. В 1955 году все ложные обвинения были окончательно развенчаны. В 1955—1967 годах занимал пост вице-президента Польского народного банка. С 1971 года — почётный президент Союза борцов за свободу и демократию. В 1981—1986 годах член Центрального комитета Польской объединённой рабочей партии (ПОРП). В 1987 году выведен из ЦК за осуждение перестройки.
Скончался 15 октября 1989 года в Варшаве. Похоронен на кладбище Повонзки-Войскове.

## Награды
- Орден Строителей Народной Польши (1970)
- Кавалер Большого креста ордена «Virtuti Militari»
- Серебряный крест ордена «Virtuti Militari»
- Кавалер Большого креста ордена Возрождения Польши
- Командор ордена Возрождения Польши
- Орден «Крест Грюнвальда» I степени
- Крест Храбрых (четырежды)
- Партизанский крест (1946)
- Орден «Победа» (СССР, № 17 — 9.08.1945)
- Орден Ленина (СССР)
- Орден Дружбы народов (СССР, 09.10.1973)
- Орден «Легион Почёта» степени командующего (США) (англ. Legion of Merit) (награду вручал генерал Эйзенхауэр, Франкфурт, 1945)
- Орден Белого льва 1 степени (ЧССР)
- Орден Народного героя (Югославия)